# Prästholmen (Rånerivier)
Prästholmen is een Zweeds eiland in de Råneälven. Het langgerekte eiland van circa 1200 x 300 meter heeft geen oeververbinding en is onbewoond. Anders dan het doet vermoeden ligt het niet voor de kust van de dorpen Södra Prästholm en Norra Prästholm; het ligt zo’n 500 meter stroomafwaarts. Na dit eiland komen de Norrälven (noordtak) en Sörälven (zuidtak) weer samen.
Storholmen · Storselaholmen · Storholmen · Sladaholmen · Hedholmen · Notholmen · Svedjeholmen · Tomasholmen · Niemiholm · Lillholmen · Färholmen · Sundbergholmen · Killingholmen · Holmen · Prästholmen · Börstholmen · Längholmen · Degerholmen · Kullen · Kaninholmen · Andholmen